# Kotobank
Kotobank (コトバンク) est un site japonais qui recense des entrées de plusieurs encyclopédies, dictionnaires et glossaires. Le site, lancé en 2009, est édité par Asahi Shinbun et Voyage Group.

## Historique
Le site web est lancé le 23 avril 2009 par le journal Asahi Shinbun en partenariat avec les maisons d'édition Kōdansha et Shōgakukan ainsi qu'EC Navi,,. Une version pour smartphone sort en juillet 2010. En décembre 2013, un partenariat est conclu avec Yahoo! en japonais.
Le site est gratuit et financé par la publicité. À son lancement, l'éditeur espérait 100 millions de yens de revenus pour la première année,.

## Contenu
Au lancement, Kotobank recense 44 dictionnaires ou encyclopédies, 99 en mars 2011, et 119 en décembre 2013 pour environ 1,45 million d'entrées.
On y trouve des dictionnaires ou encyclopédies généralistes (dont le Daijisen, le Nihon kokugo daijiten (ja) et l’Encyclopedia Nipponica de Shōgakukan, Daijirin de Sanseidō, l'encyclopédie mondiale de Heibonsha et le dictionnaire Chiezo), des dictionnaires biographiques (dont le Dictionnaire biographique du Japon de Kōdansha), des dictionnaires bilingues (dont le dictionnaire français-japonais de l’éditeur Shōgakukan) et de nombreux glossaires, dictionnaires ou encyclopédies spécialisés dans les domaines suivants : économie, numérique, vie, loisirs, société, apprentissage.
Actuellement, ce site web offre le « Dictionnaire progressif français-japonais 2e édition » de Shogakukan et le « Dictionnaire de poche progressif japonais-français et français-japonais 3e édition » de Shogakukan.